# Bohutín (Šumperki járás)
Bohutín település Csehországban, Šumperki járásban. Bohutín Bludov, Olšany, Ruda nad Moravou és Chromeč településekkel határos. Lakosainak száma 792 fő (2024. január 1.).

## Népesség
A település lakosságának változását az alábbi diagram mutatja:
| Lakosok száma | 401  | 407  | 473  | 415  | 953  | 880  | 782  | 765  | 737  | 792  |
|               | 1869 | 1890 | 1921 | 1950 | 1980 | 2001 | 2017 | 2019 | 2022 | 2024 |